# دیو روجر
دیو روجر (انگلیسی: Dave Rodger; ۱۸ ژوئن ۱۹۵۵ – ) قایقران روئینگ اهل نیوزیلند بود.
وی در مسابقات کشوری و بین‌المللی در مجموع برندهٔ ۲ مدال طلا، ۱ مدال نقره، ۴ مدال برنز شده‌است.